# Barclays League
Barclays League jest najwyższą piłkarską klasą rozgrywkową na Mauritiusie. Liga powstała w 1935 roku.

## Drużyny w sezonie 2011
- AS Vacoas-Phoenix
- AS Port-Louis 2000
- AS Rivière du Rempart
- CTN François-Blaquart
- Cercle de Joachim SC
- Curepipe Starlight SC
- EBRR Mare Rovers
- Etoile de l'Ouest Bambous
- Faucon Flacq
- Pamplemousses SC
- Petite Rivière Noire SC
- Pointe-aux-Sables Mates
- Savanne SC
- US Highlands

## Mistrzowie
| - 1935: Curepipe SC - 1936: Garrison SC - 1937: Garrison SC - 1938: FC Dodo - 1939: FC Dodo - 1940: nie rozgrywano - 1941: nie rozgrywano - 1942: Fire Brigade SC - 1943: nie rozgrywano - 1944: FC Dodo - 1945: FC Dodo - 1946: FC Dodo - 1947: Collège Saint-Esprit - 1948: FC Dodo - 1949: Faucon Flacq SC - 1950: Fire Brigade SC - 1951: FC Dodo - 1952: nie rozgrywano - 1953: FC Dodo - 1954: Faucon Flacq SC - 1955: Faucon Flacq SC - 1956: nie rozgrywano - 1957: FC Dodo i Faucon Flacq SC - 1958: Faucon Flacq SC - 1959: FC Dodo - 1960: nie rozgrywano |  | - 1961: Fire Brigade SC - 1962: Police Club Port-Louis - 1963: RC Quatre Bornes - 1964: FC Dodo - 1965: Police Club Port-Louis - 1966: FC Dodo - 1967: Police Club Port-Louis - 1968: FC Dodo - 1969: nie rozgrywano - 1970: nie rozgrywano - 1971: Police Club Port-Louis - 1972: Police Club Port-Louis - 1973: Fire Brigade SC - 1974: Fire Brigade SC - 1975: Hindu Cadets Quatre Bornes - 1976: Muslim Scouts Club Port-Louis - 1976/1977: Hindu Cadets Quatre Bornes - 1977/1978: RC Quatre Bornes - 1978/1979: Hindu Cadets Quatre Bornes - 1979/1980: Fire Brigade SC - 1980/1981: Police Club Port-Louis - 1981/1982: Police Club Port-Louis - 1982/1983: Fire Brigade SC - 1983/1984: Fire Brigade SC - 1984/1985: Fire Brigade SC - 1985/1986: Cadets Club Quatre Bornes |  | - 1986/1987: Sunrise Flacq United - 1987/1988: Fire Brigade SC - 1988/1989: Sunrise Flacq United - 1989/1990: Sunrise Flacq United - 1990/1991: Sunrise Flacq United - 1991/1992: Sunrise Flacq United - 1992/1993: Fire Brigade SC - 1993/1994: Fire Brigade SC - 1994/1995: Sunrise Flacq United - 1995/1996: Sunrise Flacq United - 1996/1997: Sunrise Flacq United - 1997/1998: Scouts Club Port-Louis - 1998/1999: Fire Brigade SC - 2000: nie rozgrywano - 2000/2001: Olympique Moka - 2002: AS Port-Louis 2000 - 2003: AS Port-Louis 2000 - 2003/2004: AS Port-Louis 2000 - 2004/2005: AS Port-Louis 2000 - 2005/2006: Pamplemousses SC - 2006/2007: Curepipe Starlight SC - 2007/2008: Curepipe Starlight SC - 2008/2009: Curepipe Starlight SC - 2010: Pamplemousses SC - 2011: AS Port-Louis 2000 |

## Podsumowanie
| Klub                      | Liczba tytułów | Ostatni tytuł |
| ------------------------- | -------------- | ------------- |
| FC Dodo                   | 13             | 1968          |
| Fire Brigade SC           | 13             | 1999          |
| Sunrise Flacq United      | 8              | 1997          |
| Police Club Port-Louis    | 7              | 1982          |
| Faucons Flacq SC          | 5              | 1958          |
| AS Port-Louis 2000        | 5              | 2011          |
| Cadets Club Quatre Bornes | 4              | 1986          |
| Curepipe Starlight SC     | 3              | 2009          |
| Garrison SC               | 2              | 1937          |
| Pamplemousses SC          | 2              | 2010          |
| RC Quatre Bornes          | 2              | 1978          |
| Scouts Club Port-Louis    | 2              | 1998          |
| Collège Saint-Esprit      | 1              | 1947          |
| Curepipe SC               | 1              | 1935          |
| Olympique Moka            | 1              | 2001          |